# San Fernando (kanton)
San Fernando – kanton w Ekwadorze, w prowincji Azuay. Stolicą kantonu jest San Fernando.